# Quinn Pitcock
Quinn Michael Pitcock (14 de setembro de 1983, Piqua, Ohio) é um ex jogador de futebol americano que atuava na posição de defensive tackle. Pitcock jogou futebol americano universitário pela Ohio State. Quinn Pitcock foi então selecionado na terceira rodada do Draft de 2007 da NFL pelo Indianapolis Colts.
Pitcock decidiu se aposentar da carreira profissional após apenas 1 temporada com os Colts na NFL mas ele decidiu por retornar para a liga em 4 de agosto de 2010 na Arena Football League.

## Números na Carreira
- Tackles: 18
- Sacks: 1.5

### Honras universitárias
- Second-team All-Big Ten (2005);
- First-team All-Big 10 (2006);
- First-team AP All-American (2006);